# Paul Lang
Pour les articles homonymes, voir Lang.
Temple de la renommée français : 2017
Paul Lang, né le 4 avril 1944 en Tchécoslovaquie et mort le 27 juillet 2023, est un joueur et entraîneur français de hockey sur glace.

## Biographie
Né en Tchécoslovaquie, il fuit le régime soviétique en décembre 1965, avec son compatriote Yvan Guryca lors d’un tournoi international organisé à Chamonix. Naturalisé français, il fait les beaux jours de l'équipe de France de 1970 à 1979. En 1976-1977, il est élu élu meilleur défenseur de la saison avec l'équipe de Viry-Châtillon.
Il est également entraineur de l'équipe de France en 1985.
Il meurt le 27 juillet 2023.